# Interstellar Heliosphere Probe
Interstellar Heliosphere Probe (littéralement « Sonde interstellaire pour l'héliosphère » ; en abrégé IHP) est un projet de mission spatiale chinoise. Elle serait constituée de deux sondes, IHP-1 et IHP-2, et viserait à explorer l'héliopause et le milieu interstellaire, ainsi que la planète Neptune.
Après plusieurs survols de la Terre et un survol de Jupiter, IHP-1 se dirigerait directement vers la tête de l'héliopause avant d'explorer le milieu interstellaire. De son côté, après ses survols de la Terre et son survol de Jupiter, IHP-2 effectuerait d'abord un survol de Neptune, dans l'atmosphère de laquelle elle larguerait un impacteur. Elle pourrait ensuite survoler un objet de la ceinture de Kuiper avant de se diriger vers la queue de l'héliopause.

## IHP-1
La première sonde, IHP-1, serait lancée en direction de la tête de l'héliosphère en mai 2024. IHP-1 survolerait la Terre deux fois, en octobre 2025 et en décembre 2027, puis Jupiter une fois, en 2029. Elle atteindrait l'héliopause vers 2049.

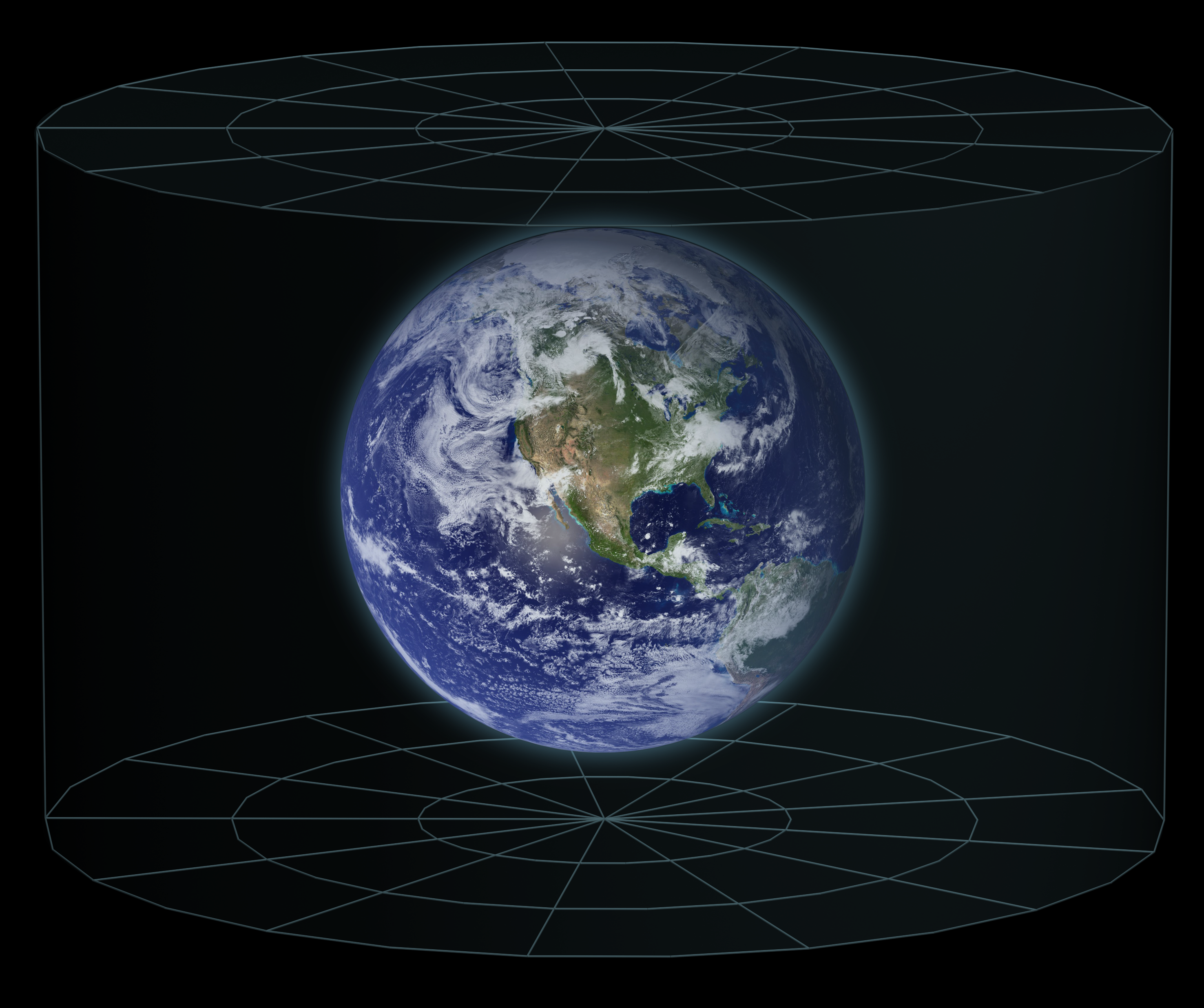
La Terre : 2 survols, en mai 2025 et décembre 2027.
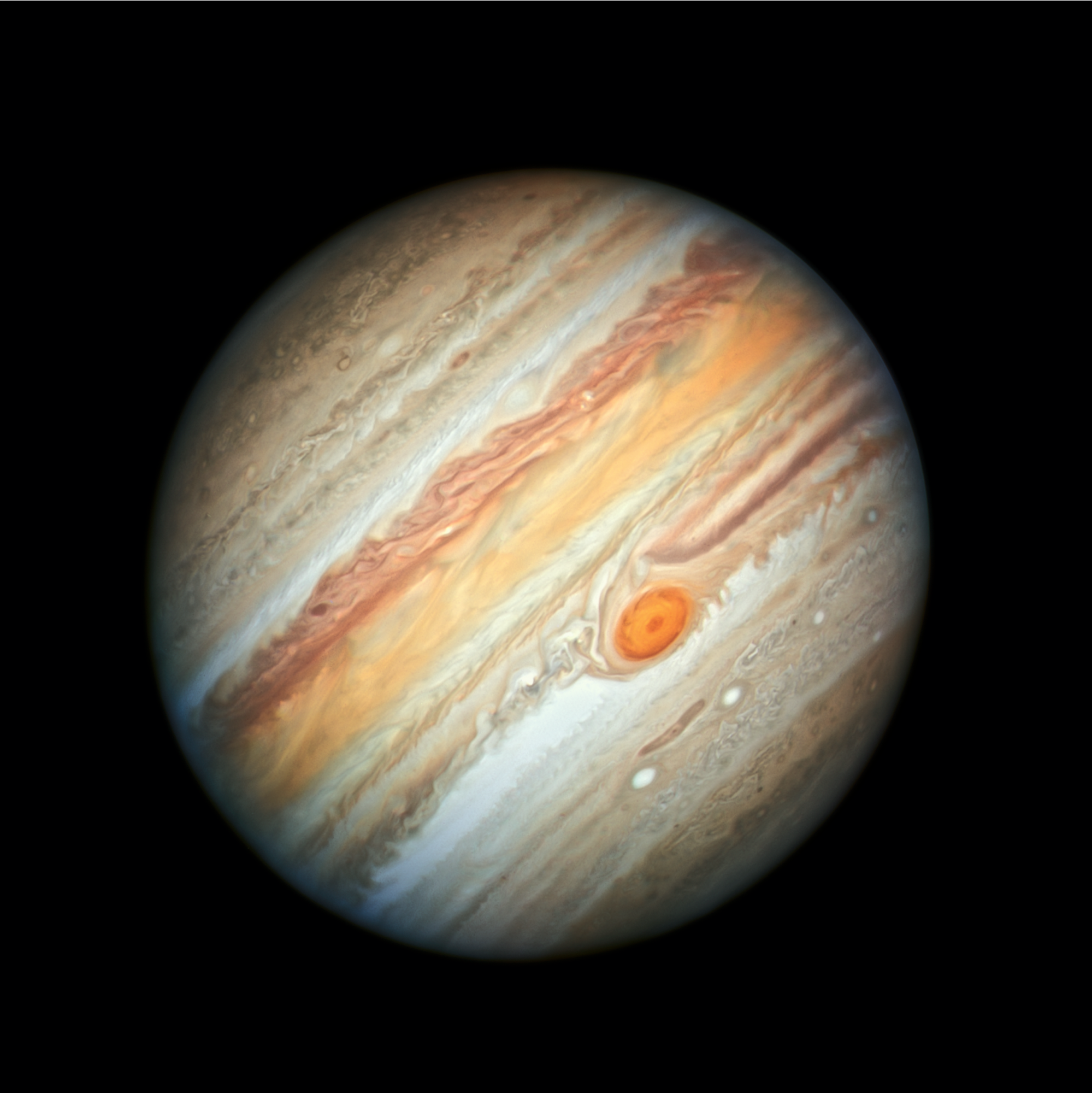
Jupiter : 1 survol, en 2029.
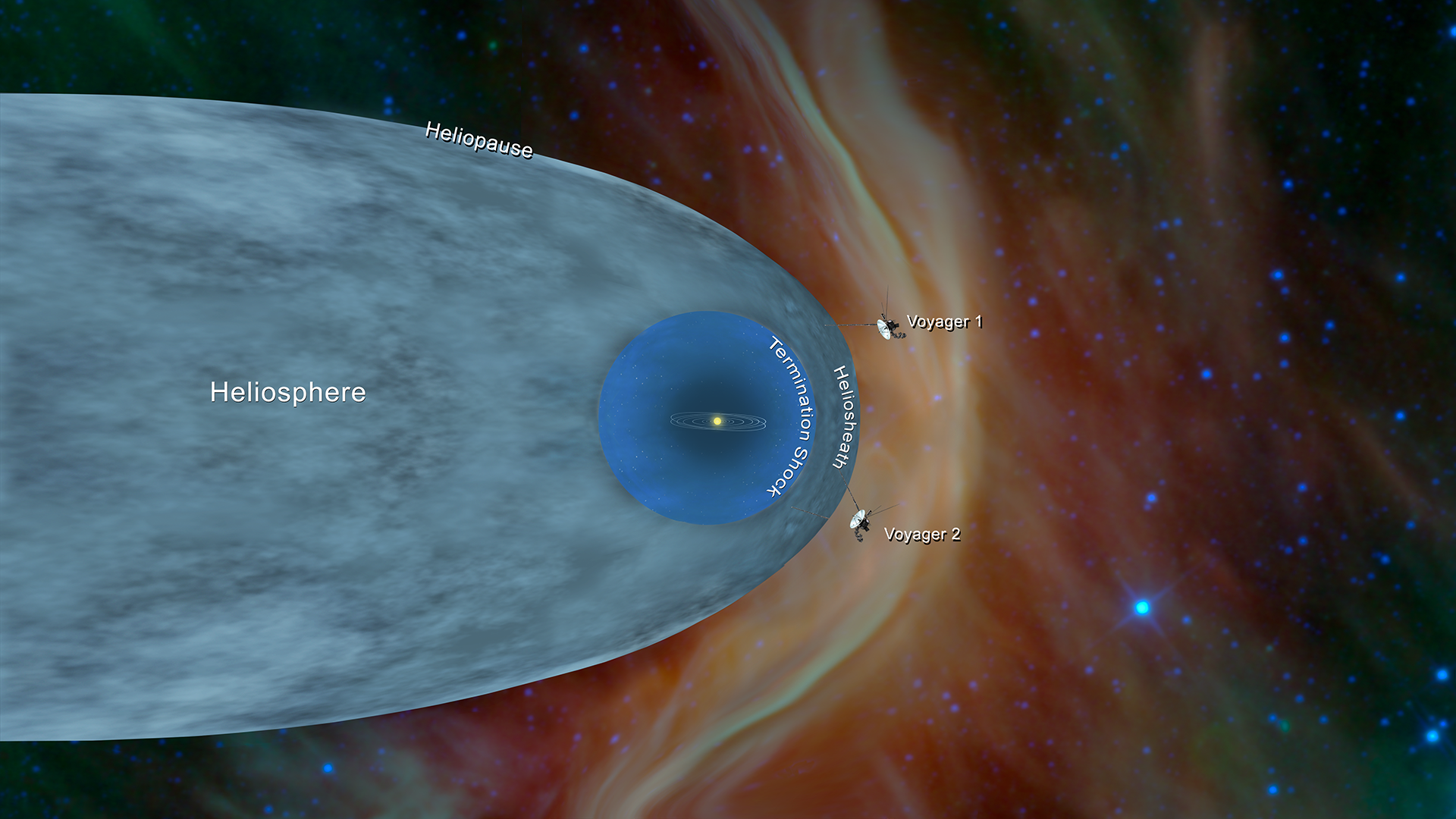
L'héliopause, atteinte vers 2049.

## IHP-2
La seconde sonde, IHP-2, serait lancée en direction de la queue de l'héliosphère en 2026. IHP-2 survolerait la Terre deux fois, en mai 2027 et en mars 2032, puis Jupiter une fois, en mai 2033 puis Neptune une fois en larguant un impacteur, en janvier 2038. Puis elle atteindrait l'héliopause vers 2049.

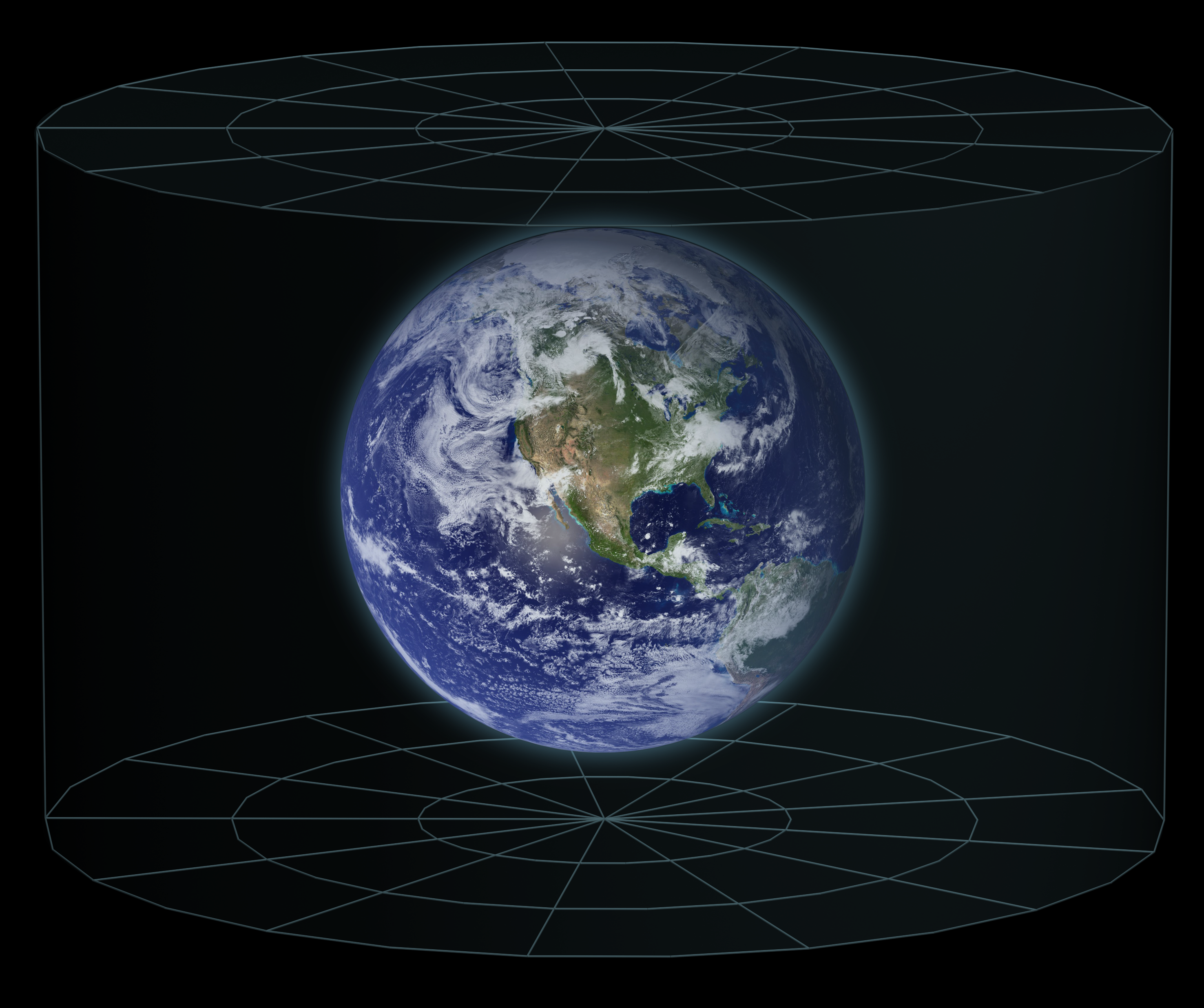
La Terre (2 survols), en mai 2027 et mars 2032.
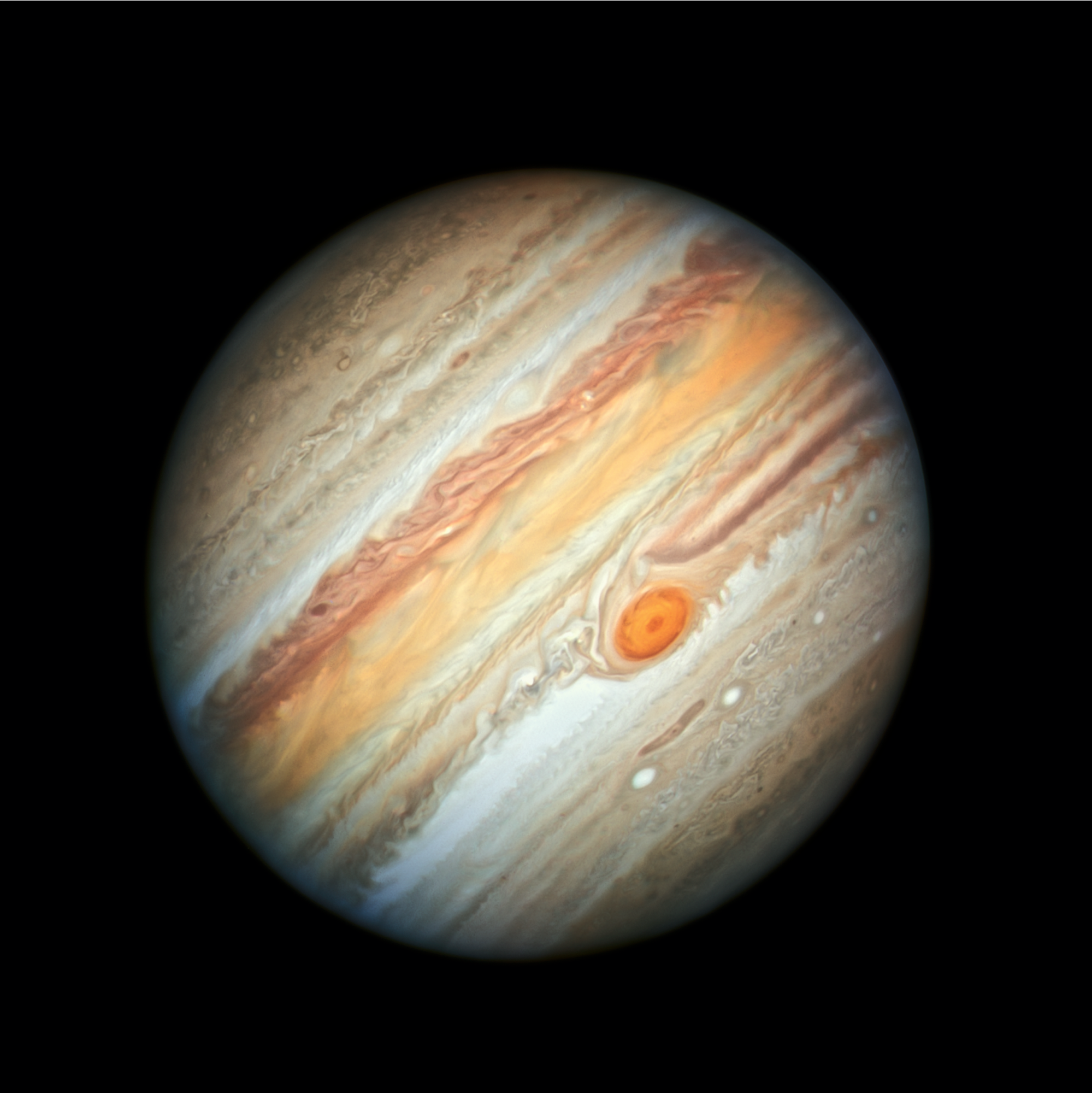
Jupiter (1 survol), en mai 2033.
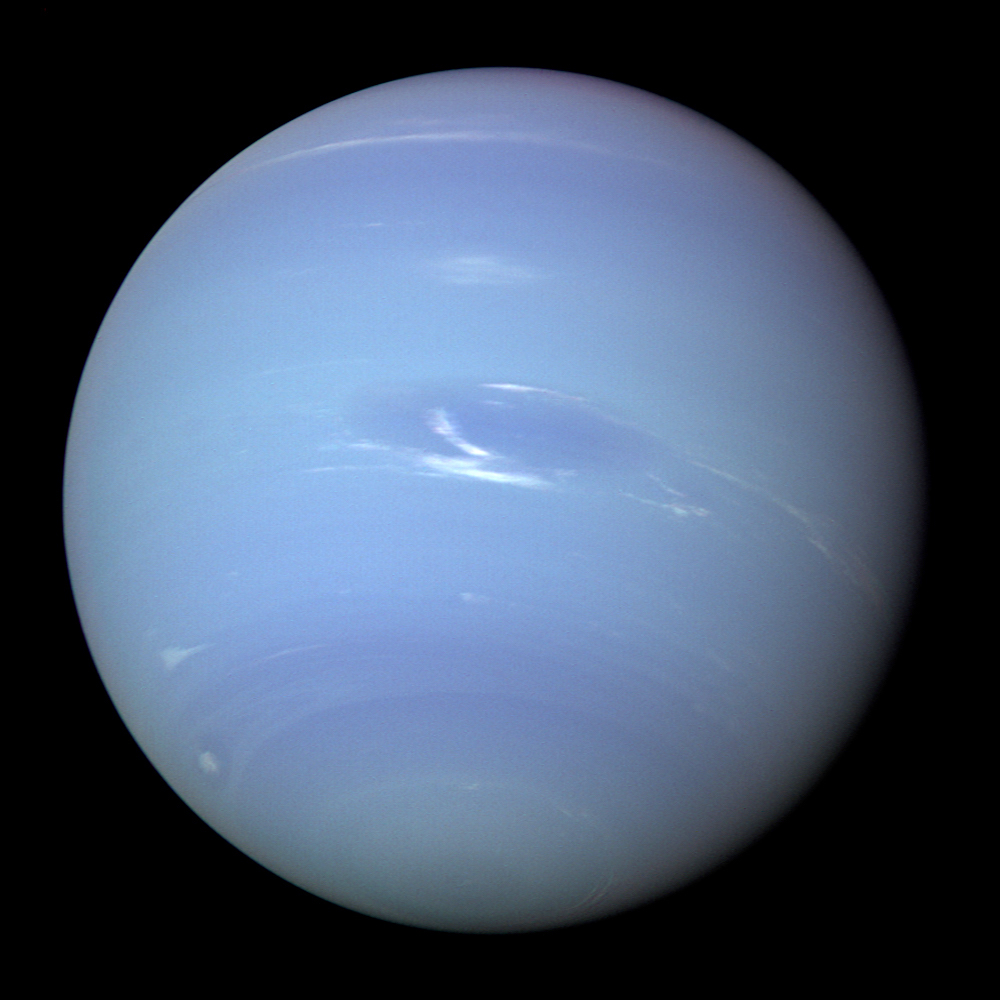
Neptune (1 survol + 1 impacteur), en janvier 2038.
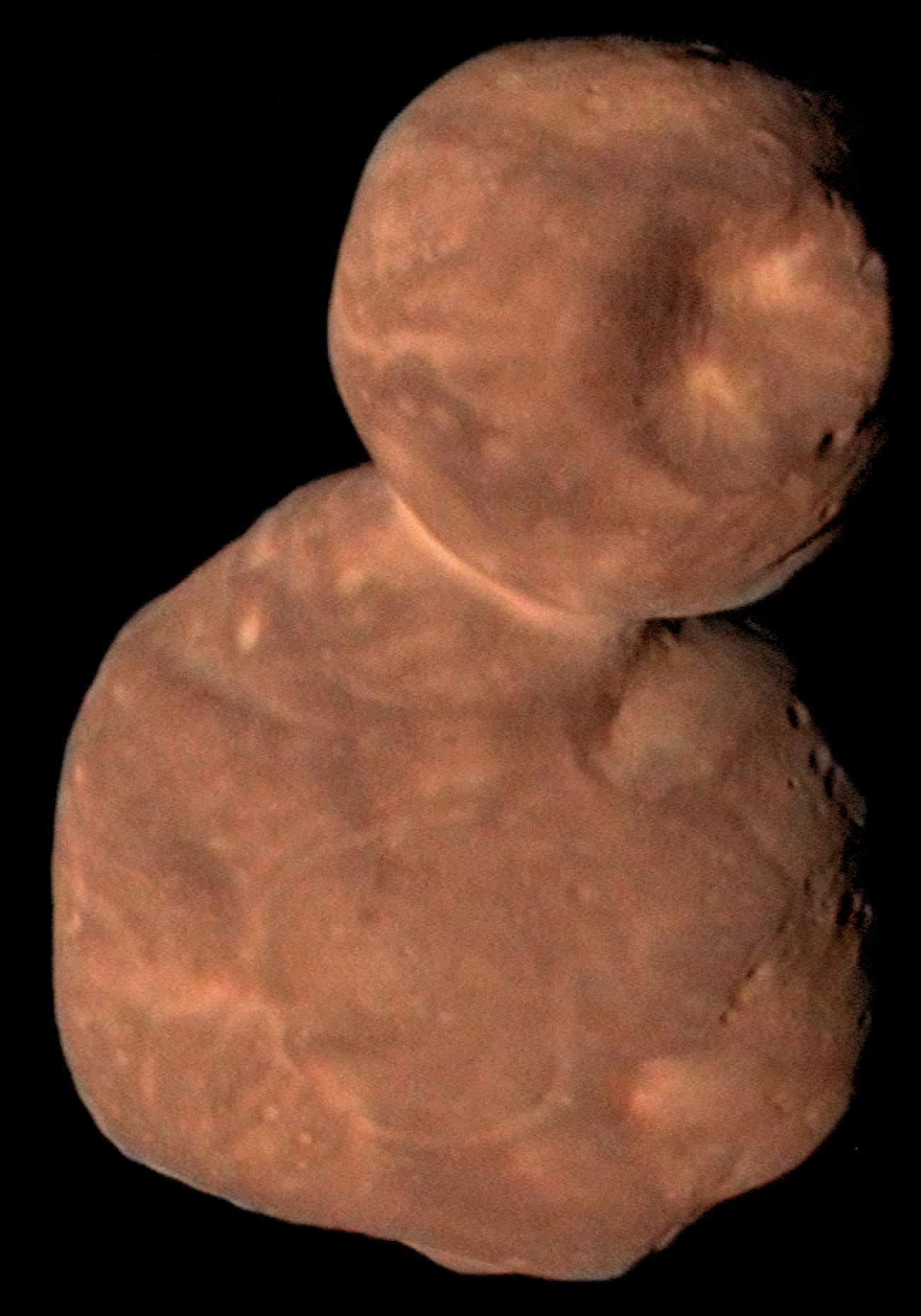
Un objet de la Ceinture de Kuiper (1 survol), entre 2038 et 2043.
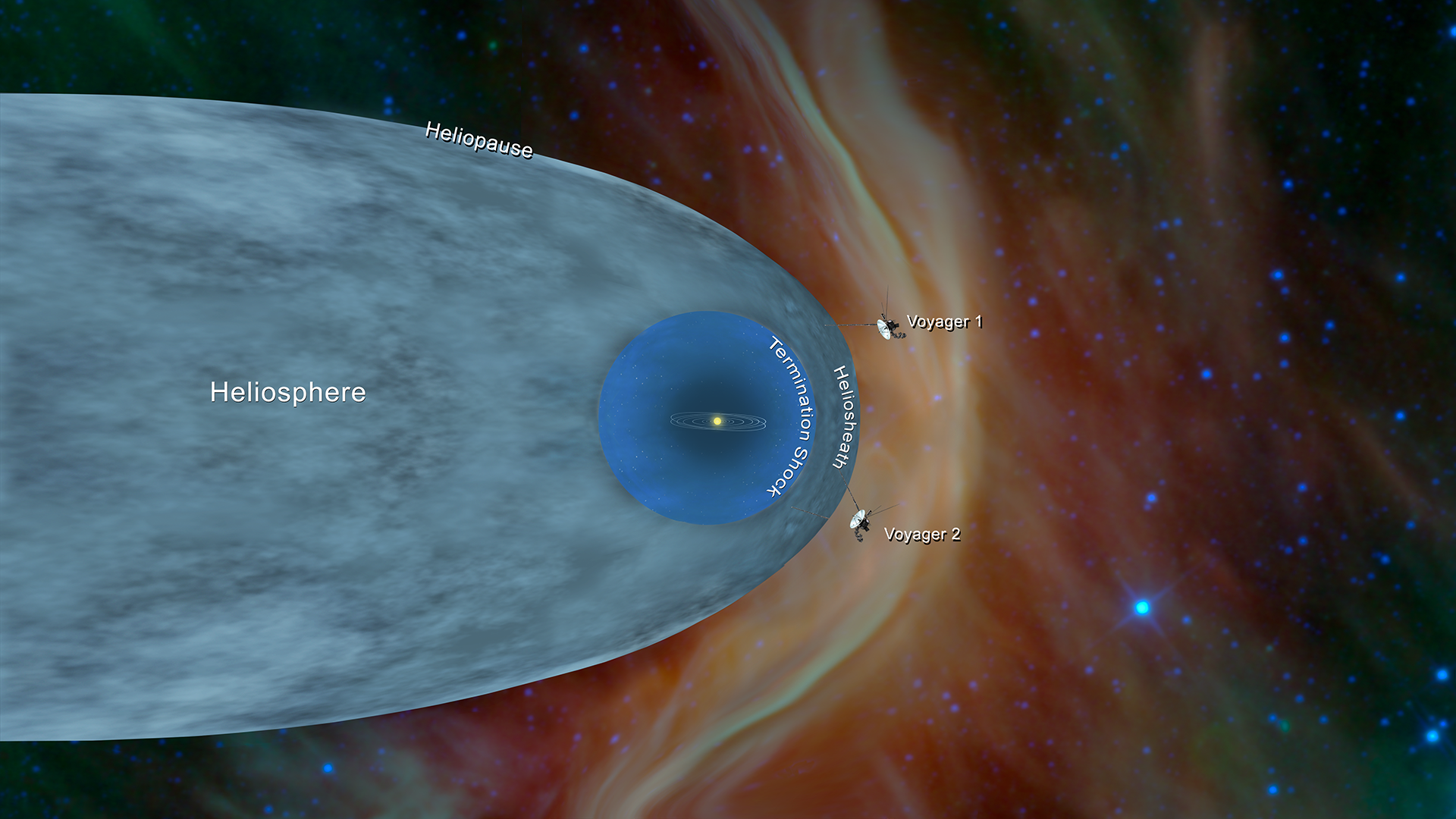
Héliosphère et le Milieu interstellaire vers 2049.